# Roelof Hommema
Roelof Hommema (* 3. Oktober 1904 in Lekkum; † 27. August 1956 in Amsterdam) war ein niederländischer Ruderer.

## Karriere
Roelof Hommema wurde mit dem niederländischen Achter 1924 Europameister. Darüber hinaus nahm er an den Olympischen Sommerspielen 1924 teil. Mit dem niederländischen Boot schied er in der Achter-Regatta jedoch in der ersten Runde aus. Bei den Europameisterschaften 1926 gewann er im Vierer ohne Steuermann die Silbermedaille.